# Замок Дулін

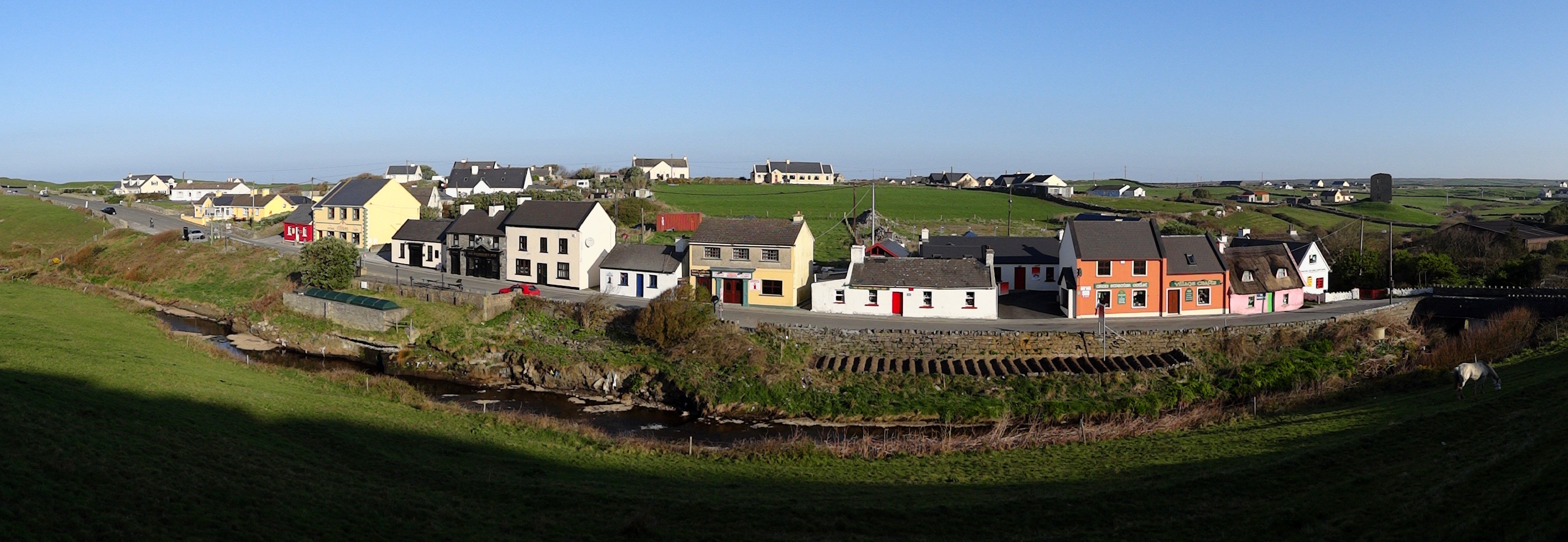
Селище Дулін з руїнами замку Дулін.

Замок Дулін (англ. Doolin castle, ірл. Caisleán na Dúlainn) — замок Дулайнн — замок що стояв колись в однойменному селищі Дулін (Дулайнн), графство Клер, Ірландія. Нині від замку лишилися вбогі руїни. Селище розташоване на узбережжі Атлантичного океану. Поруч розташоване курортне місто Лісдунварна. Селище Дулін — відомий центр традиційної ірландської музики. Музики дають щоденні концерти в місцевих пабах, що зробило селище популярним об'єктом туризму. Крім того біля селища і замку Дулін є багато пам'яток давнини, історії та архітектури Ірландії, артефактів часів неоліту, енеоліту, бронзової та залізної доби. Недалеко розташовані ще два старовинних замки — замок Дунагор та замок Балліналакен. Цей район Ірландії — Західний Клер — офіційно визнаний районом Гелтахт — районом, де збереглася як розмовна мова ірландська мова. Традиційно селище дулін підтримувало тісні контакти з островами Аран. Поруч біля замку розташована печера Дулін, що прославилась своїми велетенськими сталактитами. Недалеко розташовані скелі Мохер — відомий туристичний об'єкт. Берег океану біля Дуліна славиться своїми велетенськими хвилями — місцевість була названа за це Айлл на Серрах (ірл. — Aill na Searrach). Місцина ця є популярною серед серфінгістів. Поруч біля Дуліна є скелі, які популярні серед скелелазів — скелі Айлладі. У селищі Дулін є низка популярних серед туристів пабів. Це паби «Фітцпатрік», «Гус О'Коннор». «МакДермот», «МакГанн». Щороку в останню п'ятницю лютого біля замку Дулін проводиться традиційний фестиваль «Міхо Рассселл». У Діліні виступають відомі музиканти та музичні гурти: «Міхо Расселл», «Брати Пакі», «Брати Гуссі», Шарон Шеннон, Деві Спиллейн, Стів Вікхем, «Вотербойс». У популярній культурі відома музична композиція гурту «Гельський шторм» під назвою «Диявол з'явився в Дуліні».